# Gulou (Nanjing)
Gulou (鼓樓區 / 鼓楼区,  Gǔlóu Qū) ist ein Stadtbezirk der Stadt Nanjing in der chinesischen Provinz Jiangsu. Seine Fläche beträgt 53,07 km², und er zählt 1.271.191 Einwohner (Stand: Zensus 2010). In Gulou befindet sich der 318,5 Meter hohe Jiangsu-Nanjing-Fernsehturm und der 450 Meter hohe Zifeng Tower. Der heutige Stadtbezirk Gulou ging im Februar 2013 aus der Vereinigung des alten Stadtbezirks Gulou mit dem ehemaligen Stadtbezirk Xiaguan hervor.

## Administrative Gliederung
Auf Gemeindeebene setzt sich der Stadtbezirk aus sieben Straßenvierteln zusammen.

## Sehenswürdigkeiten
- Wang Jingweis Amtssitz